# Solt
Solt este un oraș în districtul Kalocsa, județul Bács-Kiskun, Ungaria, având o populație de 6.693 de locuitori (2011). 

## Demografie
Componența etnică a orașului Solt
     Maghiari (92,29%)
     Romi (5,81%)
     Necunoscut (0,48%)
     Alții (1,42%)
Componența confesională a orașului Solt
     Romano-catolici (26,1%)
     Reformați (25,79%)
     Fără religie (20,59%)
     Luterani (1,79%)
     Necunoscută (24,47%)
     Alte religii (2,35%)
Conform recensământului din 2011, orașul Solt avea 6.693 de locuitori. Din punct de vedere etnic, majoritatea locuitorilor (92,29%) erau maghiari, cu o minoritate de romi (5,81%). Apartenența etnică nu este cunoscută în cazul a 0,48% din locuitori. Nu există o religie majoritară, locuitorii fiind romano-catolici (26,1%), reformați (25,79%), persoane fără religie (20,59%) și luterani (1,79%). Pentru 24,47% din locuitori nu este cunoscută apartenența confesională.